# Station Midoribashi
Station Midoribashi (緑橋駅, Midoribashi-eki) is een metrostation in de wijk Higashinari-ku in de Japanse stad Osaka. Het wordt aangedaan door de Chūō-lijn en de Imazatosuji-lijn. De lijnen staan haaks op elkaar, waardoor beide lijnen eigen perrons hebben.

## Lijnen

### Chūō-lijn(stationsnummer C20)
| 1 | ■ Chūō-lijn | richting Nagata                              |
| 2 | ■ Chūō-lijn | richting Morinomiya, Hommachi en Cosmosquare |

### Imazatosuji-lijn(stationsnummer I20)
| 1 | ■ Imazatosuji-lijn | richting Imazato                                       |
| 2 | ■ Imazatosuji-lijn | richting Gamo Yonchome, Taishibashi-Imaichi en Itakano |

## Geschiedenis
Het station werd in 1967 geopend aan de Chūō-lijn. In 2006 werd er ook een station aan de Imazatosuji-lijn geopend.

## Overig openbaar vervoer
Bussen 35 en 35A

## Stationsomgeving
- Midoribashi
- Nakahama Hommachi-winkelcentrm
- Midoribashi-winkelcentrum
- Midoribashi Nishi-winkelcentrum
- Kamiji-park
- Sengengawa Midori-park
- Hachiōjijinja-schrijn
- Mitsubishi Tokyo UFJ Bank
- Hanshin-autosnelweg 13
- Sunkus
- Lawson

Itakano · Zuikō Yonchōme · Daidō-Toyosato · Taishibashi-Imaichi · Shimizu · Shimmori-Furuichi · Sekime-Seiiku · Gamō Yonchōme · Shigino · Midoribashi · Imazato